# Maurice Bellan
Pour les articles homonymes, voir Bellan.
Pas d'image ? Cliquez ici

a Compétitions nationales et continentales officielles uniquement.

b Matchs officiels uniquement.
Maurice Bellan, né le 2 juin 1925 à Nay et mort le 5 juin 2003 à Dax, est un joueur de rugby à XV et international français de rugby à XIII, évoluant au poste d'ailier. Avec l'équipe de France, il prend part à la Tournée de l'équipe de France de rugby à XIII en 1951.
Son frère, Jean Bellan, est également joueur de rugby à XV et à XIII.

## Palmarès

### Rugby à XV

#### Statistiques en club
| Saison    | Saison             | Championnat           | Championnat   | Coupe           | Coupe      |
| Saison    | Saison             | Comp.                 | Class.        | Comp.           | Class.     |
| --------- | ------------------ | --------------------- | ------------- | --------------- | ---------- |
| 1946-1947 | Stadoceste tarbais | Championnat de France | 1/8 finale    | Coupe de France |            |
| 1947-1948 | Stadoceste tarbais | Championnat de France | Poule de huit | Coupe de France |            |
| 1948-1949 | Stadoceste tarbais | Championnat de France | 1/8 finale    | Coupe de France | 1/4 finale |

### Rugby à XIII
- Collectif :
  - Vainqueur du Championnat de France : 1951 (Lyon).
  - Finaliste de la Coupe de France : 1950 et 1951 (Lyon).

#### Coupe d'Europe des nations
| Édition | Rang | Résultats France | Résultats Bellan | Matchs Bellan |
| ------- | ---- | ---------------- | ---------------- | ------------- |
| 1953    | 4e   | 0 v 0 n 3 d      | 0 v 0 n 3 d      | 2/3           |

#### Détails en sélection en équipe de France
| 1. | 25 octobre 1952  | Pays de Galles      | 16-22 | Coupe d'Europe | Ailier | 3 | 1 | - | - |
| 2. | 23 novembre 1952 | Autres Nationalités | 10-29 | Coupe d'Europe | Ailier | - | - | - | - |

#### Détails en club
| Saison    | Saison               | Championnat           | Championnat | Coupe           | Coupe      | Sélection | Sélection | Sélection | Sélection | Sélection | Sélection | Sélection |
| Saison    | Saison               | Comp.                 | Class.      | Comp.           | Class.     | Comp.     | M         | Pts       | Ess.      | Buts      | Dp.       |           |
| --------- | -------------------- | --------------------- | ----------- | --------------- | ---------- | --------- | --------- | --------- | --------- | --------- | --------- | --------- |
| 1949-1950 | US Lyon-Villeurbanne | Championnat de France | 1/2 finale  | Coupe de France | Finaliste  |           |           |           |           |           |           |           |
| 1950-1951 | US Lyon-Villeurbanne | Championnat de France | Vainqueur   | Coupe de France | Finaliste  |           |           |           |           |           |           |           |
| 1951-1952 | Celtic de Paris      | Championnat de France | 10e         | Coupe de France | 1/8 finale |           |           |           |           |           |           |           |
| 1952-1953 | Celtic de Paris      | Championnat de France | 7e          | Coupe de France | 1/2 finale |           |           |           |           |           |           |           |
| 1953-1954 | Nay XIII             | Championnat de France |             | Coupe de France |            |           |           |           |           |           |           |           |
| 1954-1955 | Bayonne XIII         | Championnat de France | 14e         | Coupe de France |            |           |           |           |           |           |           |           |